# 太原站
太原站，位于中华人民共和国山西省太原市迎泽区，迎泽大街东口，迎泽东大街西口，建设路以东，于1904年启用，为中国铁路太原局集团直接管辖、大秦铁路股份有限公司所属的客运特等站。经过铁路有同蒲铁路、石太客运专线、大西高速铁路、石太铁路、上兰村铁路等。

## 历史
1907年10月，法资正太铁路建成通车，太原府站开始运营，位于原太原城首义门外。太原府站有候车室1座111平方米，售票房25.4平方米，行李房23.8平方米，为早期现代主义风格；站台2座，其中第一站台160米，第二站台260米:375，另设有贮车房。1936年6月1日，太原府站更名太原站。1951年，太原铁路管理局曾对旧太原站实施改造，候车室增建630平方米，1、2站台各延长150米，扩建行李房60平方米，增建改造售票房72.6平方米，但仍然无法满足日益增长的客流。
1957年，太原局曾计划改造太原铁路枢纽，修建太原新客站，但因压缩投资而未能成事:376。1971年，再次建立的太原局决定重新建设太原新客站，1972年开建:376。1975年6月1日，位于迎泽大街和建设路交叉口的太原新客站建成。新客站总建筑面积2.6万平方米，站房设有南同蒲、北同蒲、石太、市郊、软席、贵宾共6个候车室，总面积5251平方米，可容纳4200名旅客候车；站场设有3座长400米的站台。
1991年开始太原站开始大规模站改工程。1991年4月至12月，太原客站和客技站首先实施扩大编组工程，以满足一、三道接发20辆客车编组的需求:156。1993年，太原站由一等客运站晋升为特等客运站；同年4月8日，太原站高架候车楼开工奠基。7月13日发生施工事故，死亡2人。1994年6月30日，太原站高架候车楼竣工；同年7月8日，太原站高架楼举行落成典礼仪式，正式投入使用。
伴随石太客运专线的建设，2008年太原站也进行了改造，并为其控制型工程，主要分为四部分：站台区改造、站房区改造、线路改造、新建检修沟工程，在2009年1月10日竣工通车。
2024年3月，太原站新建东站房项目由曾设计太原南站的中南建筑设计院中标。

## 车站设施

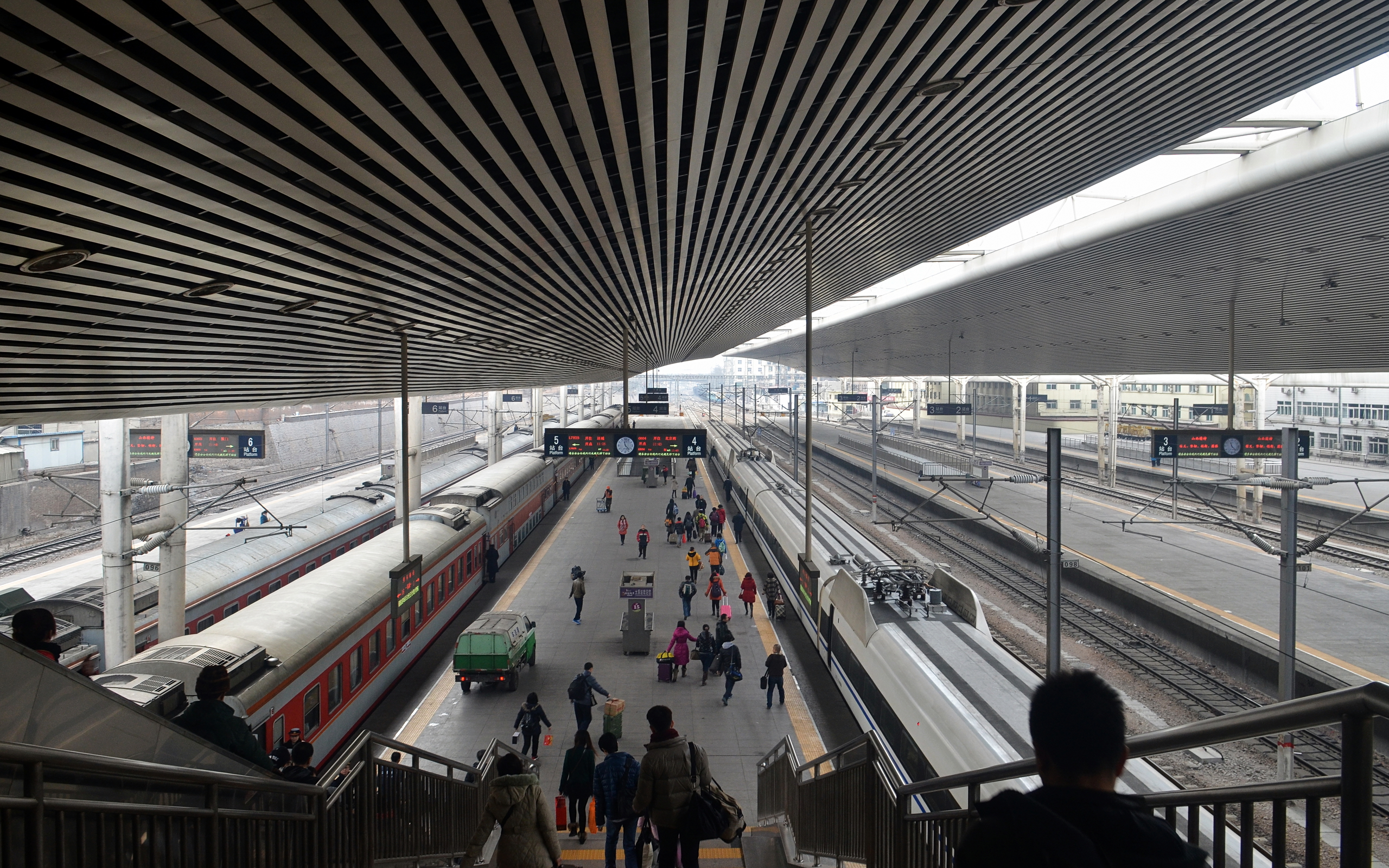
太原站的站台

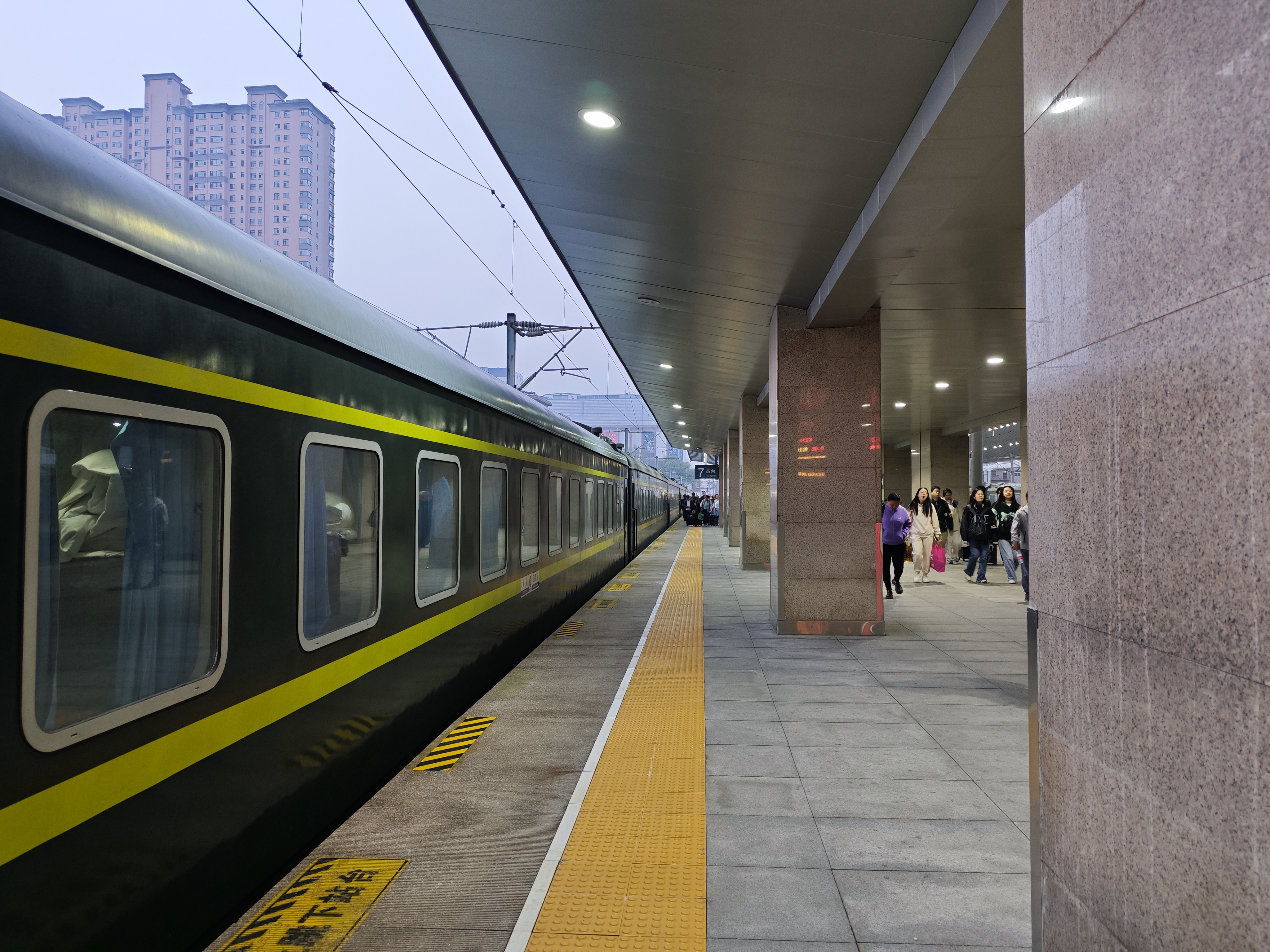
7站台

太原站站房建于1975年，設有售票厅1个，面积1583平方米，设有32个人工售票窗口；进站大厅面积1324平方米；高架候车室建于1996年，设有4个子候车厅，面积共计7510平方米；另设有软席候车室、母婴候车室和贵宾候车室，可同时容纳9000多人。其中1候车室24小时开启，2、3、4候车室23:30至次日5:30关闭。
太原站原建有候车站台4座，共有到发线10条股道（含4条正线）。2020年向东新建“两线一台”：完工后石太客专下行正线外移，站台增至5座；到发线由增至12条。
受到拆迁红线限制，太原站至太原南站区间为四线铁路区间：其中大西高速线和普速并线，并外包客技站和机务段。车站南咽喉自东向西分别为石太货线下行、石太客专下行、客技站和机务段出入段线、石太客专上行和石太货线上行线。
- 售票处
- 太原站客运服务：改梅助困室
- 高架站房内
- 高架候车大厅内
- 出站地道

## 使用情况
太原站是太原局集团的客运特等站，下辖太原南站、太原东站。并曾于2010年——2013年短暂管辖北营站。日均办理旅客列车约100多列，包括各類始发旅客列车。
太原站为太原铁路枢纽两大客运站之一，以办理普速车作业为主：即太原枢纽环线、太兴线、北同蒲、南同蒲、太焦线、既有石太线方向普速列车；并办理部分石太客运专线、太中银、大西客运专线经停列车以及部分（大西——太中银方向）折角车。

## 车站交通

#### 轨道交通
太原地铁1号线 太原站西广场站
  太原地铁1号线 太原站东广场站（由于太原站东站房正在筹备兴建中，故此站暂不可直接前往太原站乘车）

#### 公交
| 火车站  | 火车站             | 火车站 | 火车站             | 火车站             |
| 编号    | 路线               | 路线   | 路线               | 备注               |
| ------- | ------------------ | ------ | ------------------ | ------------------ |
| 1       | 西客站             | ⇆      | 火车站             |                    |
| 6       | 小东流             | ⇆      | 火车站             | 经漪汾桥           |
| 10      | 小东流             | ⇆      | 火车站             | 经胜利桥           |
| 11      | 松庄停车场         | ⇆      | 龙兴街招呼站       |                    |
| 21      | 嘉节停车场         | ⇆      | 火车站             |                    |
| 23      | 松庄停车场         | ⇆      | 火车南站东广场     |                    |
| 73      | 南寨村车场         | ⇆      | 火车站             |                    |
| 81      | 松庄停车场         | ↻      | 松庄停车场         | 经火车站           |
| 81      | 松庄停车场         | ↺      | 松庄停车场         | 经火车站           |
| 105     | 火车站（五一东街） | ⇆      | 胜利桥东           |                    |
| 201     | 火车站（五一东街） | ⇆      | 机场航站楼         |                    |
| 308     | 晋祠新镇           | ⇆      | 火车站             |                    |
| 602     | 圪㙩沟             | ⇆      | 火车站             |                    |
| 602区间 | 万柏林             | ⇆      | 火车站             |                    |
| 606     | 神堂沟同舟度假村   | ⇆      | 火车站             | 经和平南路         |
| 606支   | 神堂沟同舟度假村   | ⇆      | 火车站             | 经千峰南路         |
| 611     | 下元               | ⇆      | 建南汽车站         |                    |
| 615     | 柴村停车场         | ⇆      | 东客站             |                    |
| 618     | 神堂沟同舟度假村   | ⇆      | 火车站             | 经义井             |
| 618支   | 神堂沟同舟度假村   | ⇆      | 火车站             | 经市妇幼长风院区   |
| 804     | 晋祠新镇           | ⇆      | 火车站             |                    |
| 816     | 嘉节停车场         | ⇆      | 大东关街红沟北街口 |                    |
| 820     | 松庄停车场         | ⇆      | 新赵路             |                    |
| 820支   | 松庄停车场         | ⇆      | 翠馨苑             |                    |
| 825     | 嘉节停车场         | ⇆      | 火车站             |                    |
| 829     | 七府坟             | ⇆      | 火车站             |                    |
| 830     | 尖草坪停车场       | ⇆      | 建南汽车站         |                    |
| 838     | 体育馆             | ↻      | 体育馆             | 经长风街建设南路口 |
| 838     | 体育馆             | ↺      | 体育馆             | 经长风街建设南路口 |
| 843     | 火车站东广场       | ⇆      | 董家庄             | 定班车             |
| 856     | 晋祠新镇           | ⇆      | 火车站             |                    |
| 861     | 火车南站           | ⇆      | 东中环凯旋街口     |                    |
| 869     | 圪㙩沟             | ⇆      | 火车站             |                    |
| 870     | 火车站东广场       | ⇆      | 化章西街口         |                    |
| 901     | 太原火车站         | ⇆      | 晋中公交南场       | 经晋中迎宾街       |
| 901支   | 太原火车站         | ⇆      | 晋中公交南场       | 经榆次区人民医院   |
| 902     | 太原火车站         | ⇆      | 省高校新区         |                    |
| 920     | 太原火车南站       | ⇆      | 忻州古城（土稍门） |                    |
| K10     | 小东流             | ⇆      | 火车站             | 工作日定班车       |
| K861    | 火车南站           | ⇆      | 东中环凯旋街口     | 工作日定班车       |
| K870    | 火车站东广场       | ⇆      | 化章西街口         | 定班车             |

## 相关事件
- 超度僧事件：2011年11月25日，一名老者在太原站候车时，倚睡在长椅上久久没有反应。旁边的乘客察觉到异样，上前查看并拍打老人，发现老人身体已经冰凉，遂报警，待120医护人员赶到后，证实老人已经去世。一位同样在候车室候车的僧人见状，随即上前，握住逝者的手为老者超度[16]。事件在网络上引起了较大争议及关注。